# Acropora multiacuta
Acropora multiacuta е вид корал от семейство Acroporidae. Видът е световно застрашен, със статут Уязвим.

## Разпространение и местообитание
Разпространен е в Австралия, Индия, Индонезия, Малайзия, Мианмар, Палау, Папуа Нова Гвинея, Сингапур, Соломонови острови, Тайланд, Филипини и Шри Ланка.
Среща се на дълбочина от 2 до 7 m, при температура на водата около 28,5 °C и соленост 33,1 ‰.

## Описание
Популацията им е намаляваща.